# 조반니 바티스타 카프로니

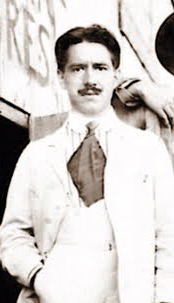
조반니 바티스타 카프로니

조반니 바티스타 카프로니(Giovanni Battista Caproni, 1886년 ~ 1957년)는 이탈리아의 항공 기술자이다.
1907년 항공기 제조 회사를 세워 다양한 항공기를 제작하였다.

## 같이 보기
- 바람이 분다 (영화)